# Bemit
Bemit ili aluminijev hidroksid Al2O3H2O je mineral koji nalazi u boksitu.